# Мисько, Павел Анатольевич
Па́вел Анато́льевич Мисько́ (Галаган) (укр. Павло Анатолійович Місько; род. 2 февраля 1990, Киев) — украинский футболист, нападающий.

## Игровая карьера
В 1996 году поступил в футбольную академию «Динамо» им. В. В. Лобановского. Первый тренер — Л. А. Островский. Позже тренировался под руководством С. П. Величко. С 1998 по 2007 года в составе динамовцев принимал участие в международных турнирах в Бельгии, Италии, Франции, Голландии, России и Польше. Параллельно выступал в ДЮФЛ (всего 80 игр 67 голов, 2-кратный чемпион, лучший бомбардир 2005) и первенстве города (5-кратный чемпион, лучший бомбардир 2003, лучший нападающий 2004, лучший игрок 2005).
После завершения обучения в 2007 году стал игроком симферопольской «Таврии». Проходил тренировочный процесс в основной команде, но в официальных матчах играл только за дубль (6 матчей). В 2008 году перешёл в криворожский «Кривбасс», где ещё три сезона провёл в дубле (71 матч 23 гола).
15 апреля 2010 года сыграл свой единственный матч в Премьер-лиге. На 85-й минуте матча против «Зари» Мисько вышел на поле вместо Валерия Федорчука. После матча тренер криворожан Юрий Максимов акцентировал внимание футболиста на том, что он допустил ошибки в некоторых эпизодах. Летом 2011 года Мисько ушёл из «Кривбасса» по причине того, что по возрасту в молодёжный состав он уже не проходил, а в основе Максимов его не видел.
После ухода из «Кривбасса» около четырёх месяцев футболист пребывал в статусе свободного агента. Поддерживал форму, играя за одну из команд Киевской области. Затем агент футболиста организовал ему просмотр у Геннадия Приходько в «Горняке». После просмотра Мисько подписал с этой командой контракт сроком на 3 года. Лишь в 15-й по счету игре нападающий смог поразить ворота команды соперника «Горняка». Мисько забил третий из четырёх голов в ворота макеевского «Макеевугля». Больше за «Горняк» футболист не забивал.